# Stephen Bradley (Fußballspieler)
Stephen Bradley (* 19. November 1984 in Dublin) ist ein irischer Fußballtrainer und ehemaliger Fußballspieler. 

## Werdegang

### Verein
Bradley begann seine Karriere bei Lourdes Celtic, einem Amateurverein im Süden von Dublin. Später wechselte er in die Jugendabteilung des FC Chelsea und später zum Londoner Lokalrivalen FC Arsenal. Nach seiner Jugendzeit war er Kapitän der Reservemannschaft. Zur einer Berufung in die Profimannschaft kam es jedoch noch. Seine Karriere wurde zunächst ausgebremst, nachdem in seine Wohnung eingebrochen wurde und der Täter ihn mit einem Schraubenzieher schwer am Kopf verletzte. In der Saison 2004/05 wurde Bradley an den schottischen Erstligisten Dunfermline Athletic ausgeliehen, für die er fünfmal zum Einsatz kam. Im März 2005 kehrte Bradley nach Irland zurück und schloss sich dem Erstligisten Drogheda United an. 
Mit den „Drogs“ gewann er 2005 den irischen Pokal. 2006 und 2007 gewann seine Mannschaft jeweils den Setanta Sports Cup, einem Pokalwettbewerb zwischen Vereinen aus der Republik Irland und Nordirland. In der Saison 2007 wurde Bradley mit Drogheda irischer Meister. Er wechselte daraufhin zum FC Falkirk in die erste schottische Liga, kam aber nur auf drei Einsätze. Bradley kehrte wieder in seine Heimat zurück und unterschrieb bei den Shamrock Rovers, mit denen er in der Saison 2010 Meister wurde. In der Saison 2011 lief Bradley für den Lokalrivalen St Patrick’s Athletic auf, bevor er sich zur Saison 2012 dem Zweitligisten Limerick FC anschloss. Mit Limerick stieg er prompt in die Premier Division auf und beendete nach der Saison 2013 seine Karriere.

### International
Bradley lief jeweils zweimal für die irische U-16- und die U-21-Nationalmannschaft auf. In diesen vier Spielen blieb er ohne Torerfolg.

### Trainer
Zur Saison 2014 wurde Stephen Bradley Co-Trainer bei den Shamrock Rovers und arbeitete zwischen 2015 und 2020 als Scout für den FC Arsenal. Am 4. Juli 2016 wurde Bradley nach der Entlassung von Cheftrainer Pat Fenlon zunächst Interimstrainer der Rovers. Im November 2016 wurde er dann zum Cheftrainer befördert. Mit den Rovers gewann er 2019 den irischen Pokal und zwischen 2020 und 2023 viermal in Folge die irische Meisterschaft.

## Erfolge

### Spieler
- Irischer Meister: 2007, 2010
- Irischer Pokalsieger: 2005
- Sieger des Setanta Sports Cup: 2006, 2007
- Meister der zweiten irischen Liga: 2012

### Trainer
- Irischer Meister: 2020, 2021, 2022, 2023
- Irischer Pokalsieger: 2019
- Irischer Supercupsieger: 2022, 2024